# 惑星をつぐ者
『惑星をつぐ者』（ほしをつぐもの）は、戸田尚伸による日本の漫画作品。正式タイトルは『惑星をつぐ者 -Inheritor of the planet-』である。

## あらすじ
銀河系とは別の銀河、「知られざる宇宙（アンノウン・スペース）」には様々な異星人が存在し、それぞれの存亡を賭けて宇宙に進出していた。人類種もその一種だったが、肉体の弱い人類はこの宇宙で滅亡しつつあった。想像を絶する異星の環境は人類にとって過酷であり、人類がこの宇宙で生き延びる方法は、厳しい自然と闘いながら細々と生きるか、奴隷として異星人に仕えて生き延びることだった。
灼熱の惑星ダロウスで奴隷として働いていた青年・マットは、荒野に行き倒れていた一人の男を助ける。男の名はバラダット・ナイブス。かつて自分の母星である惑星マリスの全住民を皆殺しにした全宇宙規模の賞金首だった。

## 世界観

### 惑星
マリス
かつて地球人に酷似した人類が生活していた惑星。この星の住民であるバラダット・ナイブスによって、全住民は数週間かけてすべて殺戮された。
ダロウス
2つの太陽によって照り付けられている灼熱の惑星。そのため人類はボディスーツを着ていなければ動くことすらできない。バルカル種族に支配されており、人類は奴隷として使役されている。体の丈夫な男には家族を持つ権利が与えられ、女があてがわれる。ただし、それはバルカル種族にとっては家畜を増やすことと同じことである。
リリウス
氷に閉ざされた惑星。恒星から20光年離れた軌道を回るため、マイナス180度の極寒の世界となっている。ナイブスとクレイム種族のアンブロウが戦った惑星で、寒さに強い獣型異星人のベザー種族が生息している。
エイジア
広大な土地を持つが、その9割が砂漠で占められた死の惑星。昼と夜の100度以上の温度差が土地を極度に膨張・収縮させるため、恐るべき速度で砂漠化が進行している。巨大な節足動物のみがかろうじて生息できるが、流刑になった罪人達の人類種も生息している。ただし、そのためには体温を一定に保つ特殊なスーツ「テンパードスーツ」を着込み、毒性を含む酸素を浄化するフィルターをくわえていなければならない。夜になると恐ろしい寒さになるため、生命維持カプセルのような物の中で眠ることで生き延びている。Jによって高度な科学技術を与えられ、野垂れ死ぬところを救われた人類種はJを神として崇拝し、ナイブスを悪魔として忌み嫌っている。地下深くには巨大な氷の洞窟が眠っている。

### 種族
人類種
地球人と酷似した外見を持った種族で、現在では肉体の弱さから滅びつつある。
バルカル種族
全宇宙で最も暑さに強い異星人で、人類の百分の一の水量で活動でき、熱や紫外線にも強い強靭な肉体を持つ。灼熱の惑星ダロウスの僅かな水を管理することで人類種を奴隷のように扱っている。銃弾は効かないらしい。
ベザー種族
犬と熊を合わせたような外見を持つ獣型の異星人。リリウスの極寒に耐えられる数少ない異星人で、群れを作らず単独で狩猟を行う。大きな体格に似合わず臆病な性格で、金属を集める習性がある。また、動物に酷似した姿をしているが、会話が可能な程度の知能を持っている。
クレイム種族
「血の戦士」と呼ばれる戦闘系異星人。自らの血液を武器にすることができる。また、わずかでも自分の血を標的に付着させれば反応を追うことができる。黒い全身タイツを身に纏った人類種のような外見をしている。アンブロウはクレイム種族にあたる。
グール種族
全宇宙最強の獣型異星人。あまりにも獰猛で好戦的だったために個体数が激減したといわれている。突然変異で驚異的な精神力を持ち「自在剣」を操る四つ眼のグール種族が誕生したが、その力を過信して宇宙を支配するために使ったため、メロウスを残して絶滅した。上下左右に開く口と、ほとんど体毛の生えていない漆黒の肉体に長い尻尾を持っている。
ギーマ種族
他種族の精神力を食って生きる寄生種族。外見はアンモナイトに酷似している。精神力を食べるため自在剣は効かない。

## 登場人物

### 主要人物
バラダット・ナイブス
本作の主人公。人類種では数少ない全宇宙規模の賞金首。元々は惑星マリスの科学者で、どんな環境にも適応できる特殊細胞（タフブースター）の開発者であった。特殊細胞を自らの肉体に植えつけることにより驚異的な肉体と、かつてグール種族が使っていた伝説の武器「自在剣（スパイラル・ナイフ）」を手に入れる。ただし、特殊細胞の実験自体は失敗に終わったため、特殊細胞を植え付けられた人間はいずれ肉体が崩壊していくことになるが、ナイブスの体の中でのみ特殊細胞は正常に作動する。特殊細胞の実験の失敗と、それを「人類の希望」として全人類に植え付けたJにより惑星マリスの全住民は暴走を起こしてナイブスに襲い掛かったため、やむを得ずナイブスは家族を含めた全住民を数週間かけて殲滅した。その際、特殊細胞はもう一人の適合者であるJによって持ち出されており、呪われた研究結果である特殊細胞の存在を全宇宙から抹殺するため、Jを追うことになる。
J（ジェイ）
惑星マリスの生き残りで、ナイブスと同じく人類種の科学者。惑星マリスの大虐殺の際、特殊細胞を宇宙に持ち出し逃亡した。後に自らの体に特殊細胞を植え付け、超人的な肉体と精神力を得た特殊細胞の数少ない適合者となる。自分以外の人間は全て道具でしかなく、それは血を分けた妹であっても例外ではなかった。意に適わない人間は全て抹殺するというエゴイストで、特殊細胞を使い全宇宙を支配しようと考えている。自在剣は使えないが、分子の結合・分解を操り、さらにほかの生物や物質の分子結合を解くことができる。その原理を利用し、空気中の様々な分子を結合させ硬質化させてマシンガンのように撃ち出すことができる。

### 宇宙海賊
スピッドロウ
全宇宙で恐れられる宇宙海賊。人類種だが、肉体の8割以上が機械で占められた「混合人間（ハイブリッド・マン）」である。Jに全身を撃ち抜かれたが、それでも生きていた。機械の操作が苦手。
アンブロウ
「血の戦士」と呼ばれる戦闘系異星人クレイム種族の賞金稼ぎ。自分の血液を武器とし、わずかでも自分の血を標的に付着させれば反応を追うことができる。惑星リリウスでの戦いでナイブスの武器・自在剣の秘密を暴くが、ナイブスが二刀流であることを見抜けず、切り刻まれ敗れる。メロウスとは親友だった。賞金稼ぎと名乗っているがクレイム種族は金には動かされない。ナイブスの命を狙うのは、殺人鬼は放っておけないという理由からであった。
メロウス
全宇宙最強の獣型異星人グール種族で、「自在剣」を操る4つ眼のグール戦士の最後の生き残り。スピッドロウと行動を共にしており、親友のアンブロウを殺害したナイブスの命を狙っている。惑星エイジアにおいて、ダロフィーを護るために一時的にナイブスと共闘した。300年以上生きているが、一度も仲間には会った事が無いとのこと。
ゾーイ
スピッドロウの宇宙艇に同乗する人類種の女性。極寒の氷の洞窟で袖なしの服にスパッツという薄着でも平気だった。

### その他
マット
灼熱の惑星ダロウスで労働者として働く人類種の青年で、行き倒れていたナイブスを助ける。体が丈夫なため、家庭を持つことが許されており、ユカという恋人がいる。水が必要なユカのために水を盗みに行くが、見つかって捕縛され、処刑寸前のところをナイブスに助けられる。
ユカ
マットの恋人。過去に水を盗んだ罪で両目を火で焼かれたため、視力を失っている。風熱病に侵されていたが、ナイブスの持っていた薬によって回復した。
ダロフィー
砂漠の惑星エイジアに住む少年。生まれつき感覚が鋭く、一見すると人類種のようだが頭部には触角が生えており、染色体にも通常の人類種とは違う変化があり、「次世代の人類種」とも言える存在である。この変化は遺伝していくため、生かしておくことは人類種を支配するというJの野望にとって脅威になると判断され、命を狙われることになる。
シェリー
ナイブスの恋人で、Jの妹。正体はナイブスの研究を盗むためにJが送り込んだスパイだったが、2人が真剣に愛し合ってしまったために計画は失敗。Jに特殊細胞を植え付けられ、ナイブスの腕の中で肉体を崩壊させながら死んでいった。
ムアンガ
Jを「闇の神に選ばれた存在」として崇拝し、忠誠を誓っているギーマ種族。メロウスの自在剣を吸収するが肉弾戦には弱く、メロウスに捕食された。
名も無き者
砂漠の惑星エイジアでナイブスが見た夢の中に現れた存在。姿形は持っておらず、時間も距離も意味を成さない次元を超えた空間に存在する。自らの力で種族を進化させようという希望を失わないナイブスに自在剣を授けた。太古の昔から宇宙を見守ってきたというが、正体は不明である。

## 書誌情報

### 単行本
1. ISBN 978-4-08-872033-3